# Pop-up
Pour les articles homonymes, voir Pop-up (homonymie).
Ne pas confondre avec le terme anglais « pop-up notification ».

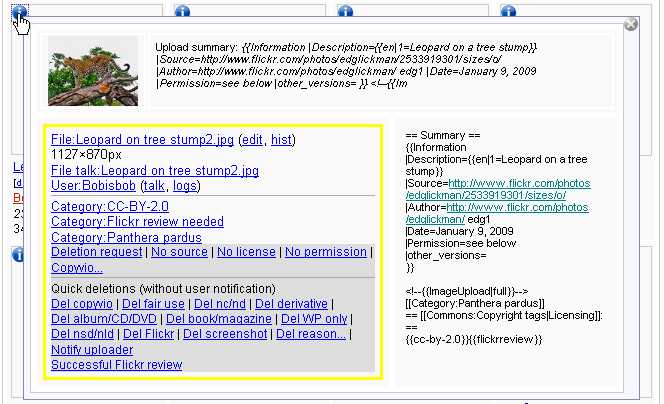
Pop-up

Un ou une pop-up (de l'anglais pop-up Windows ou to pop-up « surgir »), parfois appelée « fenêtre intruse » ou « fenêtre surgissante » ou encore « fenêtre publicitaire », est une fenêtre secondaire qui s'affiche en superposition de la fenêtre de navigation principale lors de la navigation sur Internet.
Les pop-ups sont souvent utilisés pour afficher des messages publicitaires, un avertissement ou une notification. Néanmoins, certains sites sont entièrement conçus pour être consultés dans une fenêtre de type pop-up s'ouvrant dans un conteneur.
Certains sites contenant des fonctionnalités annexes, comme un lecteur audio ou vidéo (autrefois en Adobe Flash et désormais en HTML5), nécessitent l'utilisation de ce système de fenêtre pop-up, car ces fonctionnalités se lancent dans une fenêtre pop-up.
Les pop-ups peuvent être aussi utilisés à des fins malveillantes, par l'intermédiaire de programmes installés sur le navigateur de l'internaute à son insu, à la suite d'un téléchargement quelconque.

## Description
Les pop-ups désignent habituellement des pages qui s'ouvrent dans une nouvelle fenêtre du navigateur. Cependant, devant la multiplication des logiciels antipublicitaires (intégrés au navigateur ou sous forme de modules externes), de nouvelles techniques sont utilisées pour contourner ces protections, notamment des intrusions en DHTML au sein même de la page web (lightbox).
En anglais, on fait la distinction entre les pop-ups, qui s'ouvrent au-dessus du navigateur parent, et les pop-unders, qui s'ouvrent au-dessous, ce qui les rend moins intrusives.
Ces fenêtres intrusives peuvent aussi provoquer le téléchargement de fichiers, masqué sous celui d'autres fichiers. Certains peuvent s'ouvrir automatiquement et entraîner des actions non sollicitées, et donc à l'insu de l'utilisateur.

## Modales ou non modales
Les fenêtres modales s'ouvrent au-dessus de l'application et ne permettent pas à l'utilisateur d'interagir avec la fenêtre d'application située « en dessous » (fenêtre à l'origine de l'ouverture de la pop-up), tant que le pop-up reste ouvert.
En JavaScript (sous Internet Explorer), on peut ouvrir un pop-up modal avec le code suivant :
window.showModalDialog(url , winParams, props);

Les fenêtres non modales s'ouvrent au-dessus de l'application mais permettent à l'utilisateur de continuer à interagir avec la fenêtre d'application située « en dessous », sans avoir nécessairement à fermer le pop-up.
En JavaScript (sous Internet Explorer / Edge), on peut ouvrir un pop-up non modal avec le code suivant :
window.open(url , titre, paramètres);

Ces deux types de fenêtre ont des propriétés différentes en ce qui concerne leur taille et leur position. Le pop-up non modal dispose d'une référence à la fenêtre appelante, opener, qui n'existe pas dans le cas modal. On peut contourner ce manque en passant en paramètre à la pop-up modale une référence de la fenêtre appelante : this ou window, comme dans l'exemple suivant :
window.showModalDialog(url , window, props);

Dans le script du pop-up, on peut ensuite récupérer cette référence dans les dialogArguments :
if (window.dialogArguments) { window.opener = window.dialogArguments; }

## Accessibilité des interfaces web
L'ouverture d'un lien dans une nouvelle fenêtre est problématique pour l'accessibilité lorsqu'elle ne peut pas être anticipée par l'utilisateur : elle provoque alors un changement de contexte de navigation qui peut le désorienter. Ainsi, l'ouverture de cette nouvelle fenêtre et l'impossibilité de revenir à la page précédente via l'historique du navigateur pourront être difficilement perceptibles pour l'utilisateur d'un lecteur d'écran.

## Protections possibles
Des logiciels spécialisés dans le blocage de l'ouverture de ces pages non sollicitées ont été développés et mis à disposition avant d'être intégrés en tant qu'extension dans les navigateurs web.
Dans les navigateurs récents (Microsoft Edge, Firefox, Opera, Safari, etc.), cette protection contre ces fenêtres intruses est intégrée et paramétrable.
Il arrivait quelquefois que les internautes ne parviennent pas à visiter la page voulue quand celle-ci se présentait comme une fenêtre intruse. Les navigateurs savent maintenant prévenir l'internaute et lui donner les moyens de l'ouvrir d'un simple clic.[pas clair]